# Dichotomius cuprinus
Dichotomius cuprinus är en skalbaggsart som beskrevs av Felsche 1901. Dichotomius cuprinus ingår i släktet Dichotomius och familjen bladhorningar. Inga underarter finns listade i Catalogue of Life.